# Мазетти, Гвидо
Гви́до Мазе́тти (итал. Guido Masetti; 22 ноября 1907, Верона — 27 ноября 1993, Верона) — итальянский футболист, вратарь. Двукратный чемпион мира (1934, 1938).

## Карьера
Гвидо Мазетти начал карьеру в клубе «Эллас Верона», первоначально играя полузащитника, а лишь затем вратаря. В 1930 году он перешёл в клуб «Рома», в которой дебютировал 28 сентября в матче с «Моденой», которая завершилась со счётом 1:1. Мазетти провёл за «Рому» 13 лет, проведя в её составе 339 матчей, он был капитаном команды. Последний матч Мазетти провёл 18 февраля 1943 года.
Гвидо сыграл за сборную Италии лишь два матча в 1936 и 1939 годах (оба — товарищеские встречи с Швейцарией). Входил в состав сборной на двух выигранных ею чемпионатах мира (1934, 1938), но на поле ни разу не вышел (подобно ещё двум двукратным чемпионам мира Кастильо и Пепе).
После окончания игровой карьеры Мазетти стал тренером, начав работу с клубом «Губбио», затем работал в «Роме» и «Палермо».

## Достижения
- Чемпион мира: 1934, 1938
- Чемпион Италии: 1942